# Universität Prizren
Als Universität Prizren (albanisch Universiteti i Prizrenit) werden zwei Hochschulen in Prizren bezeichnet, diese sind die 2006 gegründete Uni-Pz sowie die im November 2010 eröffnete UPPZ.
Neben den beiden Hochschulen unterhält die Universität Priština eine pädagogische Fakultät in der Stadt.

## Uni-Pz
Die 2006 durch Avni Skeja gegründete Universität hat ihre Räumlichkeiten in einem ehemaligen Industriegebiet in der Nähe vom Stadtzentrum (Lage), zur Infrastruktur gehören 15 Kursräume, ein Konferenzraum, ein PC-Pool und eine Bibliothek sowie zwei Hörsäle.
Zu Uni-Pz gehören die Fakultäten für Architektur, Informatik, Wirtschaftswissenschaft, Recht, Psychologie, Englisch und Politikwissenschaft.

## UPPZ
Die zum Wintersemester 2010 eröffnete öffentliche Universität (Lage) hat den Vorlesungsbetrieb mit 1600 Studenten begonnen. Der erste Rektor war Ronald Mönch, der bereits am Gründungsprojekt mitgewirkt hatte. Anders als ursprünglich vorgesehen wurde der Vorlesungsbetrieb nicht zum 1. Oktober 2010 gestartet, sondern verzögerte sich, da noch nicht alle Vorbereitungen für Lehrbetrieb und in der Infrastruktur abgeschlossen waren.
Die gelehrten Fachrichtungen an der UPPZ sind Betriebswirtschaftslehre, International Management, Software Design, Informations- und Kommunikationstechnologie, Recht und Deutsch.